# Хосе Артуро Кастельянос
Хосе Артуро Кастельянос (ісп. José Arturo Castellanos; 23 грудня 1893 — 18 червня 1977) — сальвадорський військовий і дипломат, у співпраці з Дьєрдем Мандлом врятував життя понад 25 тисяч євреїв під час Голокосту.

## Біографія
Хосе Артуро Кастельянос народився 23 грудня 1893 року в Сан-Вісенті (Сальвадор) в сім'ї генерала Абеліно Кастельянос та Ізабель Контрерас.
Почав військову кар'єру в 1910 році кадетом. Навчався у військовому коледжі в Турині (Італія). До 1936 року за успіхи в службі отримав звання полковника і посаду начальника Генерального штабу сальвадорської армії .
25 жовтня 1937 року був призначений Генеральним консулом Сальвадору в Ліверпулі (Велика Британія), а з 9 травня 1938 року — в Гамбурзі (Німеччина).
З 4 листопада 1941 року — Генеральний консул в Женеві.
У Женеві Кастельянос працював до 1945 року. Після війни він жив у Сальвадорі.
Був одружений з громадянкою Швейцарії Марією Штюрман, мав трьох дочок і двох синів.
Помер 18 червня 1977 року в Сан-Сальвадорі.

## Порятунок євреїв
Працюючи в Європі, Кастельянос познайомився з єврейським бізнесменом з Румунії Дьєрдем Мандлом. У 1939 році Мандль отримав сальвадорське громадянство і пост почесного консула Сальвадора в Східній Європі. У 1942 році йому вдалося емігрувати до Швейцарії, де Кастельянос призначив його на фіктивний пост першого секретаря посольства і «італізував» його прізвище як Мантелло .
Після цього вони зайнялися видачею фальшивих «сертифікатів національності» і шлюбних документів для євреїв Німеччини та окупованих нацистами країн Європи. Щоб зробити документи більш схожими на справжні, на них ставилися печатки інших консульств Женеви.
Велика кількість цих документів, які забезпечували захист від депортації в нацистські табори, було направлено в Угорщину швейцарському віце-консулу Карлу Лутцу, який переховував тисячі євреїв на покинутому скляному заводі, який отримав назву «Скляний будинок» .
Кастельяносу і Мандлю вдалося переконати чиновників у достовірності цих документів і привести докази, що в країнах Європи нібито знаходиться величезна сальвадорська діаспора.
Всього було видано близько 40 тисяч документів, які дозволили врятувати понад 25 тисяч чоловік.

## Визнання
Історія Кастельянос отримала міжнародну популярність завдяки фільму «Скляний будинок», знятому в 2006 році в США режисером і продюсером Бредом Марлоу .
У 2006 році Міністерство закордонних справ Сальвадору, історик Моран Феракуті, єврейська громада Сальвадора і автори фільму «Скляний будинок» направили запит до Інституту Катастрофи і героїзму Яд ва-Шем про присвоєння Кастельянос звання «праведника народів світу». Міністр закордонних справ Сальвадору Франсіско Лайнес, який в 2007 році перебував з триденним візитом в Єрусалимі, представив додатковий звіт про розслідування діяльності Кастельянос представникам «Яд ва-Шем» .
У липні 2010 року Інститут «Яд ва-Шем» присвоїв Хосе Артуро Кастельяносу почесне звання Праведника народів світу. Урочиста церемонія, пов'язана з врученням почесного диплома, пройшла в Міністерстві закордонних справ Сальвадору 27 липня .